# Claus Hirsbro
Claus Hirsbro, född 9 mars 1968, är en tidigare dansk kortdistanslöpare. Han tävlade på nationell toppnivå för klubbarna SNIK och Trongården och representerade Danmark på 100 meter vid två VM. Han stängdes år 2000 av på livstid för doping. Hirsbro testades positiv för nandrolon och blev den andra att tilldömas livstids avstängning från elitidrott i Danmark. Han nekade själv till regelbrott.
Hirsbro har slagit flera danska rekord, och innehar fortfarande (2015) rekordet inomhus på 50 meter (5,5 sekunder) och utomhus på 200 meter häck (23,1 sekunder). Dessutom ingick han i stafettlagen som innehar danskt rekord på 4 × 200 meter inomhus (1.26,50) och på 4 × 100 meter utomhus (40,09 sekunder).

## Personliga rekord

### Utomhus
- 100 meter – 10,37 (1994)
- 200 meter - 20,64 (1996)